# 迈赫迪·卡鲁比
迈赫迪·卡鲁比（(波斯語：‎，1937年9月26日—）生于洛雷斯坦省，是一个有影响力的伊朗改革派政治家，民主活动家，全国信托党主席。他是从1989年至1992年和2000年至2004年的伊斯兰议会议长，并是2005年和2009年总统大选的总统候选人。卡鲁比是伊朗反对派运动领导人。